# إدوارد دبليو. دوايت
إدوارد دبليو. دوايت (بالإنجليزية: Edward W. Dwight)‏ هو سياسي أمريكي، ولد في 8 أبريل 1827، وتوفي في 6 مارس 1904. حزبياً، نشط في الحزب الجمهوري. وقد انتخب عضو جمعية ولاية ويسكونسن.